# 北英格里亞共和國
北英格里亞共和國（芬蘭語：Pohjois-Inkeri）是英格里亞地區的芬蘭人建設的一個國家。在1919年至1920年期間，曾統治英格里亞的部分地區。1920年之後，該國因《塔爾圖條約》被蘇俄合併。